# Joachim Meyerhoff

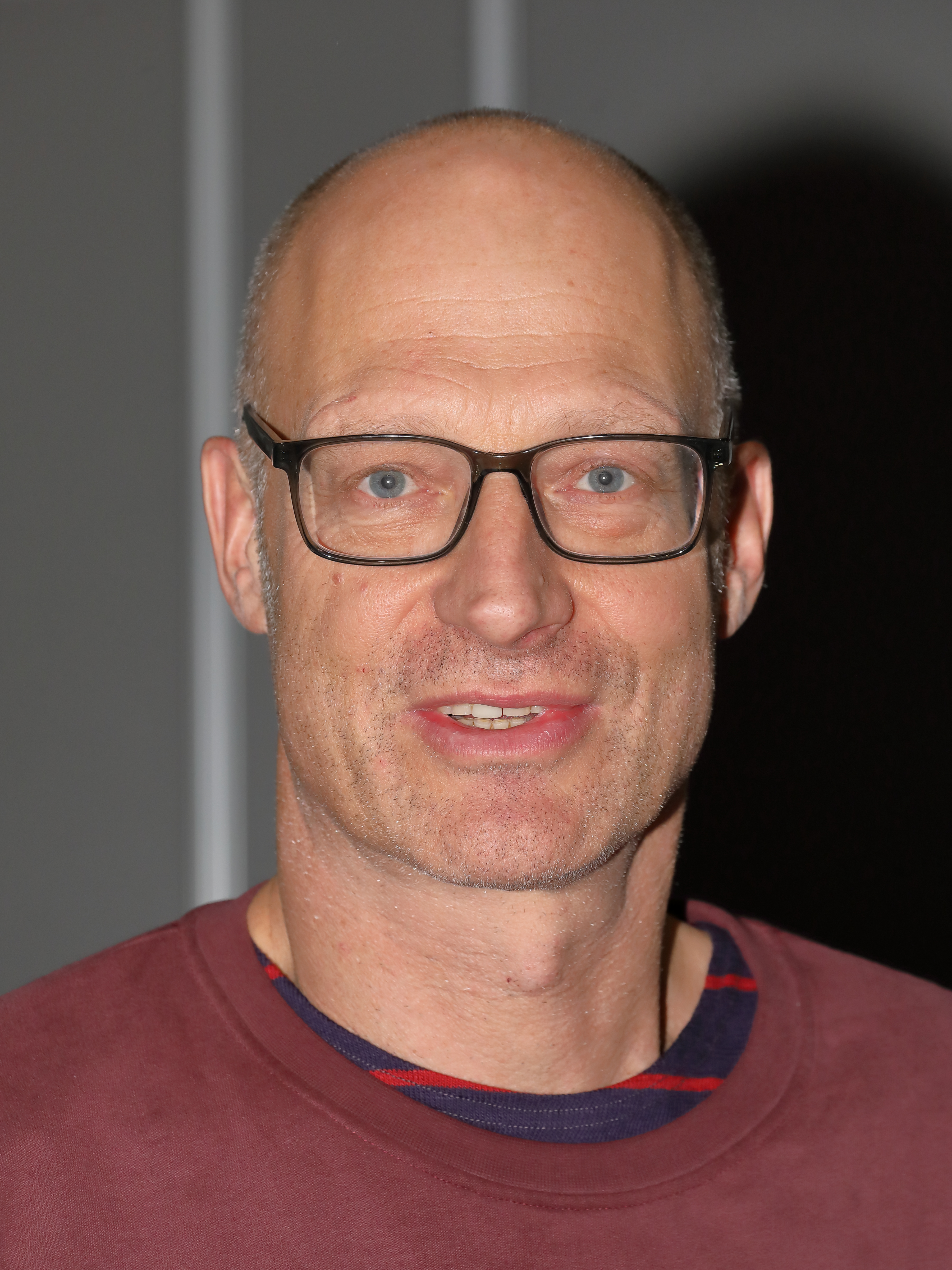
Joachim Meyerhoff (2024)

Joachim Philipp Maria Meyerhoff (* 18. Juli 1967 in Homburg/Saar) ist ein deutscher Schauspieler, Regisseur und Schriftsteller. Nach über 13 Jahren am Wiener Burgtheater wechselte Meyerhoff 2019 an die Berliner Schaubühne. 

## Leben

### Herkunft, Kindheit und Jugend
Joachim Meyerhoff wurde als jüngster von drei Söhnen des Psychiaters und Ministerialdirigenten Hermann Meyerhoff (1932–1993) und der Krankengymnastin Susanne Meyerhoff, geb. Schultze (* 1937), in Homburg im Saarland geboren, wo sein Vater als leitender Abteilungsarzt für Kinder- und Jugendpsychiatrie an der Universitäts-Nervenklinik tätig war. Seine Großmutter mütterlicherseits war die Schauspielerin Inge Birkmann, die in zweiter Ehe mit dem Philosophen Hermann Krings verheiratet war. Sein Großvater väterlicherseits war der Herner Oberstadtdirektor und Bürgermeister Hermann Meyerhoff.
Meyerhoff wuchs in Schleswig auf. Sein Vater hatte dort 1971 eine Stelle als ärztlicher Direktor der Kinder- und Jugendpsychiatrie angetreten. Die Familie lebte in einem Gebäude auf dem Gelände der Klinik im Stadtteil Hesterberg. In Wann wird es endlich wieder so, wie es nie war, dem zweiten Teil seiner autobiografischen Romanreihe Alle Toten fliegen hoch beschreibt Meyerhoff seine Kindheit und Jugend dort. Trotz seiner Legasthenie begann er schon im Alter von sieben Jahren damit, Gedichte und Geschichten zu schreiben.

### Künstlerische Karriere
Von 1989 bis 1992 absolvierte Meyerhoff eine Ausbildung zum Schauspieler an der Otto-Falckenberg-Schule in München. In dieser Zeit wurde er nach eigener Aussage „theatersozialisiert“. Als Schauspielschüler riss er in den Münchner Kammerspielen die Karten ab und durfte die Vorstellungen besuchen, „wenn noch Platz war“.
Nach Engagements am Staatstheater Kassel, in Bielefeld, Dortmund und an den Bühnen der Stadt Köln wurde er 2001 Ensemblemitglied des Maxim Gorki Theaters Berlin, wo er auch oft Regie führte. 2002 wechselte er ans Deutsche Schauspielhaus in Hamburg, wo er bis 2005 verpflichtet blieb und unter anderem in Inszenierungen von Jan Bosse und Sebastian Hartmann spielte. Ab September 2005 war Joachim Meyerhoff Ensemblemitglied des Wiener Burgtheaters. Nach dem Ende der Spielzeit 2018/19 wechselte Meyerhoff an die Berliner Schaubühne. Weiterhin steht Meyerhoff am Deutschen Schauspielhaus Hamburg in einzelnen Stücken auf der Bühne.
Neben seiner darstellerischen Tätigkeit konzipiert Joachim Meyerhoff eigene Programme. Sein Projekt Alle Toten fliegen hoch sorgte im Burgtheater Wien regelmäßig für ein volles Haus. In diesem autobiografischen, in sechs Teile unterteilten Programm erzählt Meyerhoff seine eigene Geschichte und die seiner Familie. Er berichtet von seinen Geschwistern, seinen Großeltern in München, seinem Vater, dem Aufwachsen auf dem Anstaltsgelände sowie seinem Austauschjahr in Amerika. Die ersten drei Teile dieser Serie wurden zum Berliner Theatertreffen 2009 eingeladen. Von 2011 bis 2024 veröffentlichte er sechs Teile in Romanform bei Kiepenheuer & Witsch, die letzten drei ohne vorherige Bühnenvorlage. Im fünften Band der Reihe, Hamster im hinteren Stromgebiet, der im September 2020 erschien, beschäftigt sich Meyerhoff unter anderem damit, wie sich ein Schlaganfall mit zeitweiliger Lähmung der linken Körperhälfte, den er im Dezember 2018 in Wien erlitten hat, auf sein Leben und sein künstlerisches Schaffen auswirkte.
Im Frühjahr 2023 kehrte Meyerhoff für eine Produktion von Tschechows Frühwerk Die Vaterlosen (besser bekannt unter dem Titel Platonow) nach München zurück. Das Wiedersehen mit den Kammerspielen beschrieb er als ergreifend. Für seine Interpretation des zynischen Dorfschullehrers Michail Wassiljewitsch Platonow wurde er vom Feuilleton gefeiert. Christian Gampert schrieb 2023 in der Zeit: „Joachim Meyerhoff spielt seine Figur so überreif-desillusioniert, dass gerade in den Beziehungskatastrophen [...] Momente heller Wahrhaftigkeit aufleuchten. Und damit auch des reinen Theaterglücks.“

### Privates
Meyerhoff hat zwei Töchter mit der Burgschauspielerin Christiane von Poelnitz und einen Sohn aus einer anderen Beziehung. Meyerhoffs zweitältester Bruder Martin starb 1985 bei einem Autounfall, als Joachim sich für ein Jahr als Austauschschüler in Laramie in den USA aufhielt. Nach seiner Rückkehr aus den USA legte er das Abitur ab.

## Rollen

### Deutsches Schauspielhaus Hamburg
- 2002: Hedda Gabler von Henrik Ibsen, Regie: Sandra Strunz
- 2002: Vorher/Nachher von Roland Schimmelpfennig, Regie: Jürgen Gosch
- 2003: Wie es euch gefällt von William Shakespeare, Regie: Jürgen Gosch
- 2004: Warten auf Godot von Samuel Beckett, Regie: Jan Bosse
- 2004: Der zerbrochne Krug von Heinrich von Kleist, Regie: Jürgen Gosch
- 2004: Mephisto in Faust I von Johann Wolfgang Goethe, Regie: Jan Bosse
- 2014: Die Schule der Frauen von Molière, Rolle: Arnolphe, Regie: Herbert Fritsch[28]
- 2018: Der Kaufmann von Venedig von William Shakespeare, Rolle: Shylock, Regie: Karin Beier[28]
- 2024 Herr Puntila und sein Knecht Matti von Bertolt Brecht, Rolle: Herr Puntila, Regie: Karin Beier[29]

### Schauspielhaus Zürich
- 2007: Hamlet von William Shakespeare, Rolle: Hamlet, Regie: Jan Bosse

### Burgtheater Wien
- 2005: Wir wollen den Messias jetzt oder Die beschleunigte Familie von Franzobel, Rolle: Jesus, Regie: Karin Beier
- 2005: Kleinbürger von Maxim Gorki, Rolle: Tetrew, Regie: Karin Beier
- 2006: Torquato Tasso von Johann Wolfgang von Goethe, Rolle: Alfons II., der Herzog von Ferrara, Regie: Stephan Kimmig
- 2006: Viel Lärm um nichts von William Shakespeare, Rolle: Benedikt, Regie: Jan Bosse, Salzburger Festspiele
- 2006: Höllenangst von Johann Nestroy, Rolle: Thuming, Regie: Martin Kušej (Koproduktion mit den Salzburger Festspielen)
- 2007: Der Sturm von William Shakespeare, Rolle: Ariel, Regie: Barbara Frey
- 2007: Die Brüder Karamasow von Fjodor M. Dostojewski, Rolle: Iwan, Regie: Nicolas Stemann
- 2008: Der Gott des Gemetzels von Yasmina Reza, Rolle: Alain Reille, Regie: Dieter Giesing
- 2008: Wer hat Angst vor Virginia Woolf? von Edward Albee, Rolle: George, Regie: Jan Bosse
- 2009: Mea Culpa – Eine ReadyMadeOper von Christoph Schlingensief, Regie: Christoph Schlingensief
- 2009: Faust I als Vertretung für den verletzten Gert Voss, Regie: Matthias Hartmann
- 2009: Faust II, Regie: Matthias Hartmann
- 2010: Othello von William Shakespeare, Rolle: Othello, Regie: Jan Bosse
- 2010: Was ihr wollt von William Shakespeare, Rolle: Malvolio, Regie: Matthias Hartmann
- 2011: Professor Bernhardi von Arthur Schnitzler, Rolle: Prof. Bernhardi, Regie: Dieter Giesing
- 2011: Die Kommune, von Mogens Rukov, Thomas Vinterberg Rolle: Erik, Regie: Thomas Vinterberg
- 2012: Robinson Crusoe, Rolle: Robinson Crusoe, Regie: Jan Bosse
- 2012: Der Ignorant und der Wahnsinnige von Thomas Bernhard, Rolle: Doktor
- 2013: Tartuffe von Molière, Rolle: Tartuffe, Inszenierung: Luc Bondy
- 2014: Dantons Tod von Georg Büchner, Rolle: Danton, Regie: Jan Bosse
- 2015: Der eingebildete Kranke von Molière, Rolle: Argan, Regie: Herbert Fritsch
- 2015: Antigone von Sophokles, Rolle: Kreon, Regie: Jette Steckel[30]
- 2016: Bella Figura von Yasmina Reza, Rolle: Boris, Regie: Dieter Giesing
- 2017: Die Welt im Rücken von Thomas Melle, Regie: Jan Bosse
- 2017: Ein Volksfeind von Henrik Ibsen, Rolle: Doktor Tomas Stockmann, Regie: Jette Steckel
- 2019: Land in Sicht, Regie: Joachim Meyerhoff
- 2025: Der Fall McNeal von Ayad Akthar, Rolle: Jacob McNeal, Regie: Jan Bosse[31]

### Schaubühne am Lehniner Platz, Berlin
- 2019: Amphitryon nach Molière, Rolle: Sosias, Regie: Herbert Fritsch
- 2021: Das Leben des Vernon Subutex 1. Von Virginie Despentes, Rolle: Vernon Subutex, Regie: Thomas Ostermeier
- 2021: Eurotrash. Von Christian Kracht, Rolle: Der Sohn, Regie: Jan Bosse
- 2023: Die Möwe. Von Anton Tschechow, Rolle: Trigorin, Regie: Thomas Ostermeier

### Münchner Kammerspiele
- 2023: Die Vaterlosen (häufig unter dem Titel Platonow) von Anton Tschechow, Rolle: Michail Wassiljewitsch Platonow, Dorfschullehrer, Regie: Jette Steckel

## Filmografie
- 1989: Ein Ring[32]
- 2005: Tatort – Stille Tage, Regie Thomas Jauch
- 2005: Doppelter Einsatz – Seitensprung in den Tod, Regie Peter Patzak
- 2011: Rubbeldiekatz, als US-Regisseur
- 2017: Bibi & Tina: Tohuwabohu Total, Regie Detlev Buck
- 2022: Babylon Berlin, 4. Staffel, Rolle: Richter Voss
- 2023: Sörensen fängt Feuer (Fernsehfilm)

## Regie und Projekte
- 2001: Wenedikt Jerofejews Moskau – Petuschki
- 2003: Erich Kästners Fabian
- 2005: Wann wird es endlich wieder so, wie es nie war[33]
- 2006: Marathon: 2:04:55
- 2007–2009: Alle Toten fliegen hoch (Teile 1–3 eingeladen zum Berliner Theatertreffen 2009)
  - 2007: Alle Toten fliegen hoch, Teil 1: Amerika
  - 2008: Alle Toten fliegen hoch, Teil 2: Zuhause in der Psychiatrie
  - 2008: Alle Toten fliegen hoch, Teil 3: Die Beine meiner Großmutter
  - 2008: Alle Toten fliegen hoch, Teil 4: Theorie und Praxis
  - 2009: Alle Toten fliegen hoch, Teil 5: Heute wärst Du zwölf
  - 2009: Alle Toten fliegen hoch, Teil 6: Ach diese Lücke, diese entsetzliche Lücke

## Literarische Werke
- Amerika. In: Alle Toten fliegen hoch. Nr. 1. Kiepenheuer & Witsch, Köln 2011, ISBN 978-3-462-04292-4.
- Wann wird es endlich wieder so, wie es nie war. In: Alle Toten fliegen hoch. Nr. 2. Kiepenheuer & Witsch, Köln 2013, ISBN 978-3-462-04516-1.
- Ach, diese Lücke, diese entsetzliche Lücke. In: Alle Toten fliegen hoch. Nr. 3. Kiepenheuer & Witsch, Köln 2015, ISBN 978-3-462-04828-5.
- Die Zweisamkeit der Einzelgänger. In: Alle Toten fliegen hoch. Nr. 4. Kiepenheuer & Witsch, Köln 2017, ISBN 978-3-462-04944-2.
- Hamster im hinteren Stromgebiet. In: Alle Toten fliegen hoch. Nr. 5. Kiepenheuer & Witsch, Köln 2020, ISBN 978-3-462-00024-5.
- Man kann auch in die Höhe fallen. In: Alle Toten fliegen hoch. Nr. 6. Kiepenheuer & Witsch, Köln 2024, ISBN 978-3-462-00699-5.

## Verfilmungen
Meyerhoffs autobiografischer Roman Wann wird es endlich wieder so, wie es nie war wurde 2023 gleichnamig unter der Regie von Sonja Heiss verfilmt.

## Ehrungen und Auszeichnungen

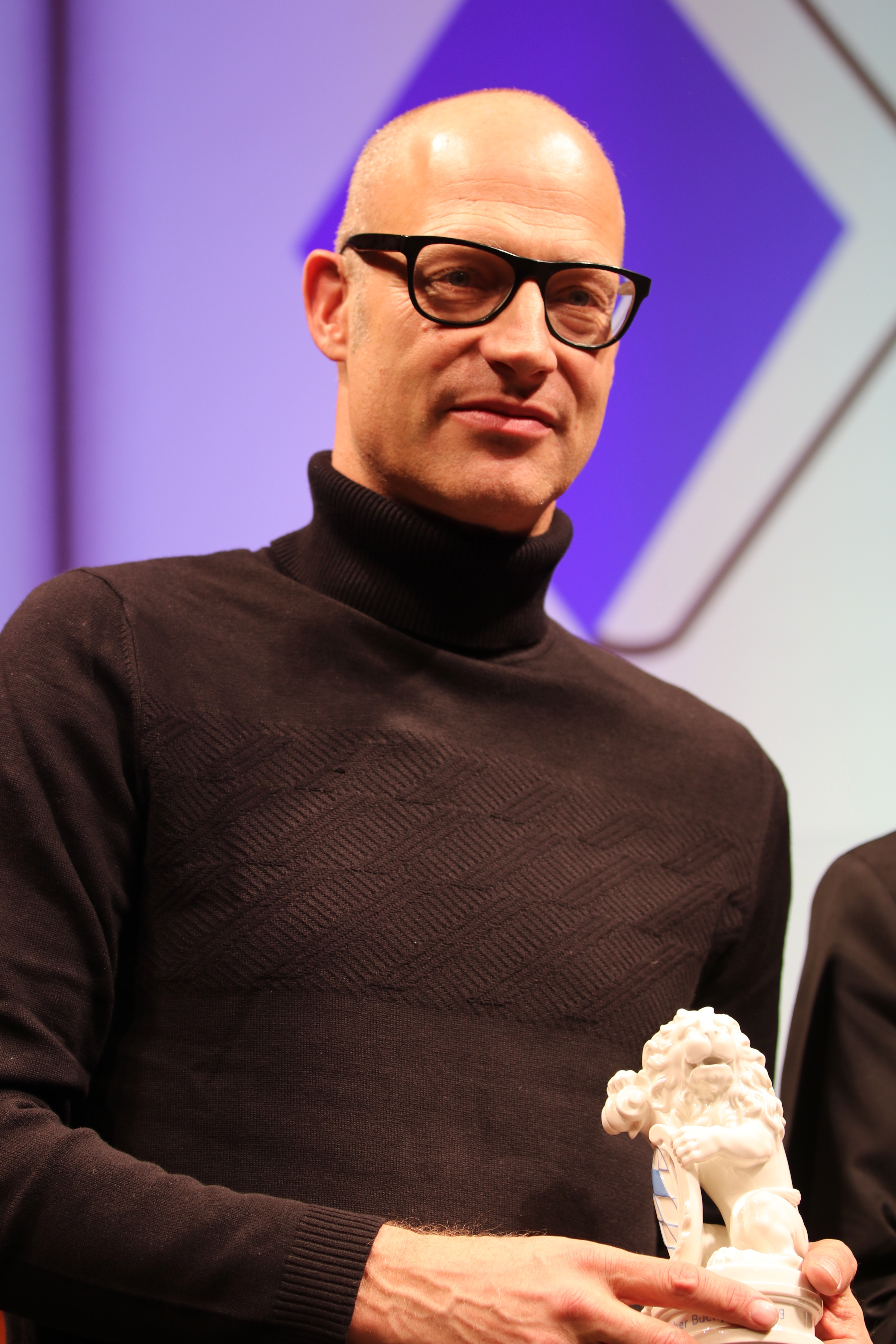
Joachim Meyerhoff als Ehrenpreisträger beim Bayerischen Buchpreis 2019 in München

- 2006: Nestroy-Theaterpreis – Nominierung – Bester Schauspieler für Schauspielerische Gesamtleistung in der Saison 2005/06
- 2007: Nestroy-Theaterpreis – Nominierung – Bester Schauspieler Benedict in Viel Lärm um Nichts
- 2007: Schauspieler des Jahres – Kritiker-Preis der Fach-Zeitschrift Theater heute
- 2011: Nestroy-Theaterpreis – Nominierung – Bester Schauspieler Professor Bernhardi in Professor Bernhardi
- 2011: Franz-Tumler-Literaturpreis für den Roman Alle Toten fliegen hoch. Amerika
- 2012: Nestroy-Theaterpreis – Bester Schauspieler Erek in Die Kommune
- 2012: Förderpreis zum Bremer Literaturpreis für den Roman Alle Toten fliegen hoch. Amerika
- 2014: Rolf-Mares-Preis – Herausragende Leistung als Darsteller in Die Schule der Frauen, Schauspielhaus Hamburg[34]
- 2016: Nicolas-Born-Preis (Debütpreis)
- 2016: Euregio-Schüler-Literaturpreis für Wann wird es endlich wieder so, wie es nie war[35]
- 2017: Carl-Zuckmayer-Medaille[36]
- 2017: Deutscher Hörbuchpreis in der Sparte „Beste Unterhaltung“ für seine Lesung Ach, diese Lücke, diese entsetzliche Lücke
- 2017: Aufnahme in die Berliner Akademie der Künste[37]
- 2017: Schauspieler des Jahres der Zeitschrift Theater heute[38]
- 2017: Nestroy-Theaterpreis – Bester Schauspieler für Die Welt im Rücken[39]
- 2018  Jonathan-Swift-Preis, Internationaler Literaturpreis für Satire und Humor[40]
- 2019: Gustaf-Gründgens-Preis[41]
- 2019: Bayerischer Buchpreis: Ehrenpreis des Ministerpräsidenten
- 2023: Schauspieler des Jahres der Zeitschrift Theater heute[42]
- 2024: Literaturpreis für grotesken Humor[43]